# Liste der Biografien/Rodd
Liste der Biografien |
Portal Biografien |
Personensuche
# |
A |
B |
C |
D |
E |
F |
G |
H |
I |
J |
K |
L |
M |
N |
O |
P |
Q |
R |
S |
T |
U |
V |
W |
X |
Y |
Z |
?
 
Ra |
Rb |
Rd |
Re |
Rh |
Ri |
Rj |
Rk |
Rl |
Rm |
Rn |
Ro |
Rr |
Rs |
Rt |
Ru |
Rv |
Rw |
Rx |
Ry |
Rz
 
Roa |
Rob |
Roc |
Rod |
Roe |
Rof |
Rog |
Roh |
Roi |
Roj |
Rok |
Rol |
Rom |
Ron |
Roo |
Rop |
Roq |
Ror |
Ros |
Rot |
Rou |
Rov |
Row |
Rox |
Roy |
Roz 
 
Roda |
Rodb |
Rodd |
Rode |
Rodf |
Rodg |
Rodh |
Rodi |
Rodj |
Rodk |
Rodl |
Rodm |
Rodn |
Rodo |
Rodr |
Rods |
Rodt |
Rodu |
Rodw |
Rody |
Rodz
Die Liste der Biografien führt alle Personen auf, die in der deutschsprachigen Wikipedia einen Artikel haben. Dieses ist eine Teilliste mit 46 Einträgen von Personen, deren Namen mit den Buchstaben „Rodd“ beginnt.

## Rodd
- Rodd, Tony (* 1940), australischer Gartenbotaniker und Pflanzenfotograf

### Rodda
- Rodda, Gordon H. (* 1953), US-amerikanischer Herpetologe
- Rodda, Wayne (1945–1998), australischer Schauspieler
- Roddam, Franc (* 1946), britischer Filmregisseur, Drehbuchautor und ProduzentFranc Roddam (* 1946)

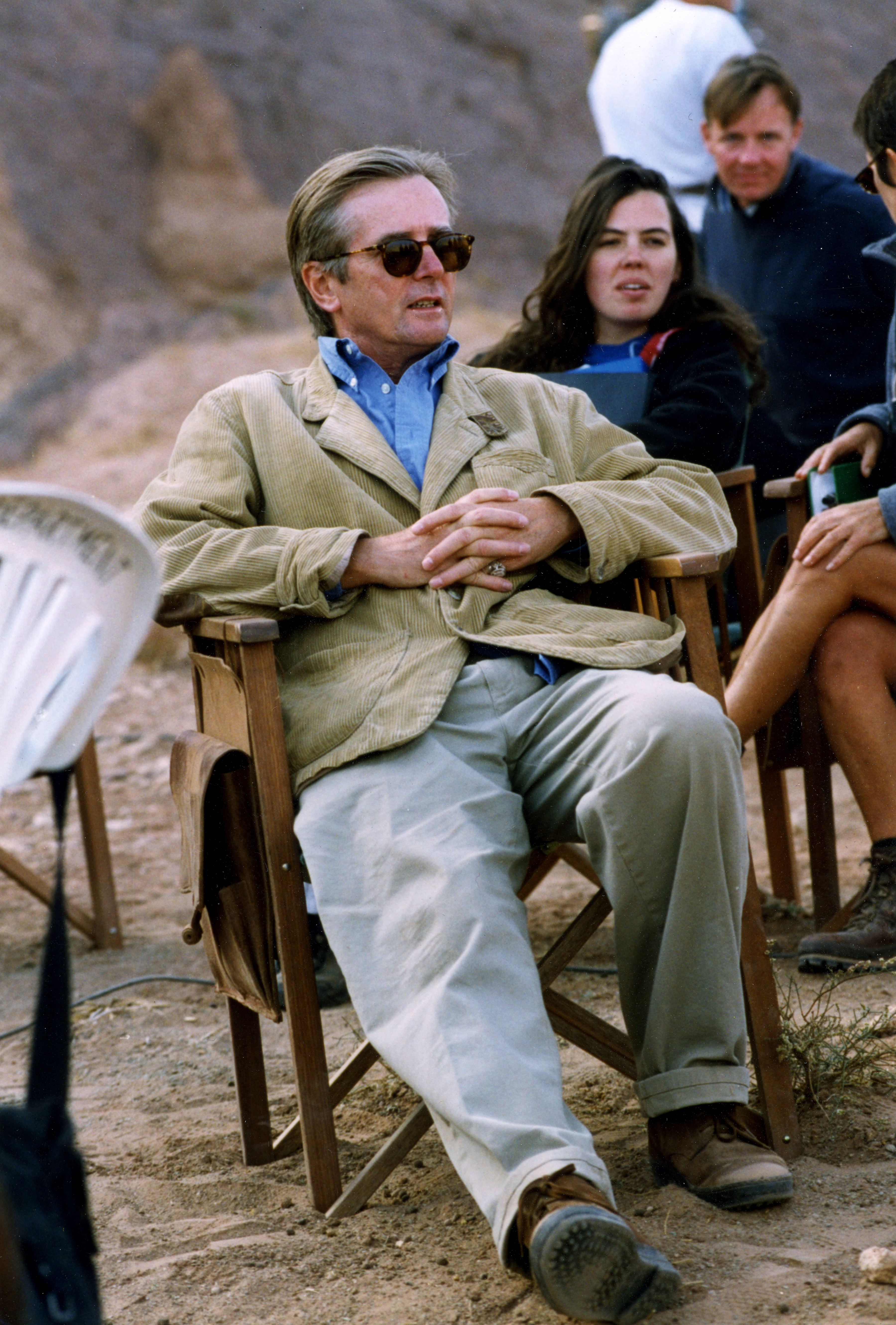
Franc Roddam (* 1946)

- Roddar, Julia (* 1992), schwedische Fußballspielerin

### Rodde
- Rodde, Adolf (1567–1617), Kaufmann und Ratsherr der Hansestadt Lübeck
- Rodde, Adolf Mattheus (1655–1729), Jurist und Bürgermeister der Hansestadt Lübeck
- Rodde, Adolph (1688–1732), Lübecker Kaufmann und Ratsherr
- Rodde, August Franz von (1847–1927), preußischer Generalmajor der Kavallerie
- Rodde, Carl Gustav (1830–1906), deutscher Veduten- und Landschaftsmaler der Düsseldorfer Schule
- Rodde, Caspar Matthias (1689–1743), deutsch-baltischer evangelisch-lutherischer Geistlicher
- Rodde, Cuno von (1857–1927), deutscher Forstmeister, Genealoge und Heraldiker
- Rodde, Franz Bernhard (1644–1700), Lübecker Kaufmann und Ratsherr
- Rodde, Franz Bernhard (1721–1790), Bürgermeister der Hansestadt Lübeck
- Rodde, Franz-Joachim von (1922–2011), deutscher Generalmajor
- Rodde, Hermann (1666–1730), Kaufmann und Bürgermeister der Hansestadt Lübeck
- Rodde, Jacob (1723–1789), deutsch-baltischer Beamter, Übersetzer und Russist
- Rodde, Johann (1692–1720), deutscher Jurist und Ratssekretär der Hansestadt Lübeck
- Rodde, Johannes († 1608), Abt des Benediktinerklosters Liesborn (1582–1608)
- Rodde, Julie (1819–1900), französische Journalistin und Schriftstellerin
- Rodde, Matthäus (1598–1677), deutscher Kaufmann und Lübecker Ratsherr und Bürgermeister
- Rodde, Mattheus (1681–1761), deutscher Politiker und Bürgermeister von Lübeck
- Rodde, Mattheus (1724–1783), deutscher Kaufmann und Lübecker Ratsherr
- Rodde, Mattheus (1754–1825), deutscher Kaufmann und Bürgermeister der Hansestadt Lübeck
- Rodde, Michel (* 1953), Schweizer Filmregisseur und Drehbuchautor
- Rodde, Werner (1726–1804), deutsch-baltischer evangelisch-lutherischer Geistlicher und Pädagoge
- Rodden, Beth (* 1980), US-amerikanische Sportkletterin
- Roddenberry, Gene (1921–1991), US-amerikanischer Drehbuchautor, Fernseh- und Filmproduzent, Schöpfer der Fernsehserie Raumschiff Enterprise (Star Trek)Gene Roddenberry (1921–1991)

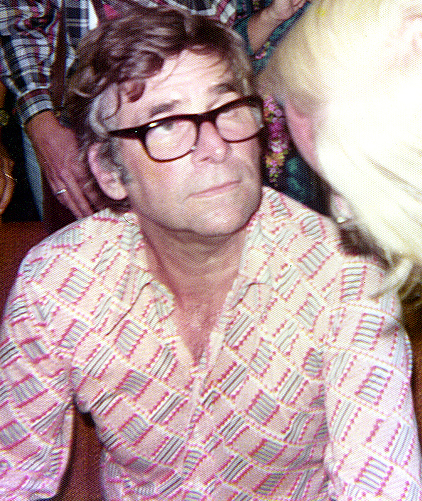
Gene Roddenberry (1921–1991)

- Roddenberry, Rod (* 1974), US-amerikanischer Fernsehproduzent
- Roddenbery, Seaborn (1870–1913), US-amerikanischer Politiker
- Rödder, Andreas (* 1967), deutscher Historiker
- Rödder, Dennis (* 1979), deutscher Biologe und Herpetologe am Museum Koenig
- Rödder, Matthias (* 1981), deutscher Sänger, Schauspieler, Model
- Rödder, Wilhelm (* 1942), deutscher Wirtschaftswissenschaftler
- Roddewig, Marcella (1918–2000), deutsche Germanistin, Romanistin und Danteforscherin
- Roddewig, Wolfgang, deutscher Unternehmer und Diplomat

### Roddi
- Roddick, Andy (* 1982), US-amerikanischer TennisspielerAndy Roddick (* 1982)

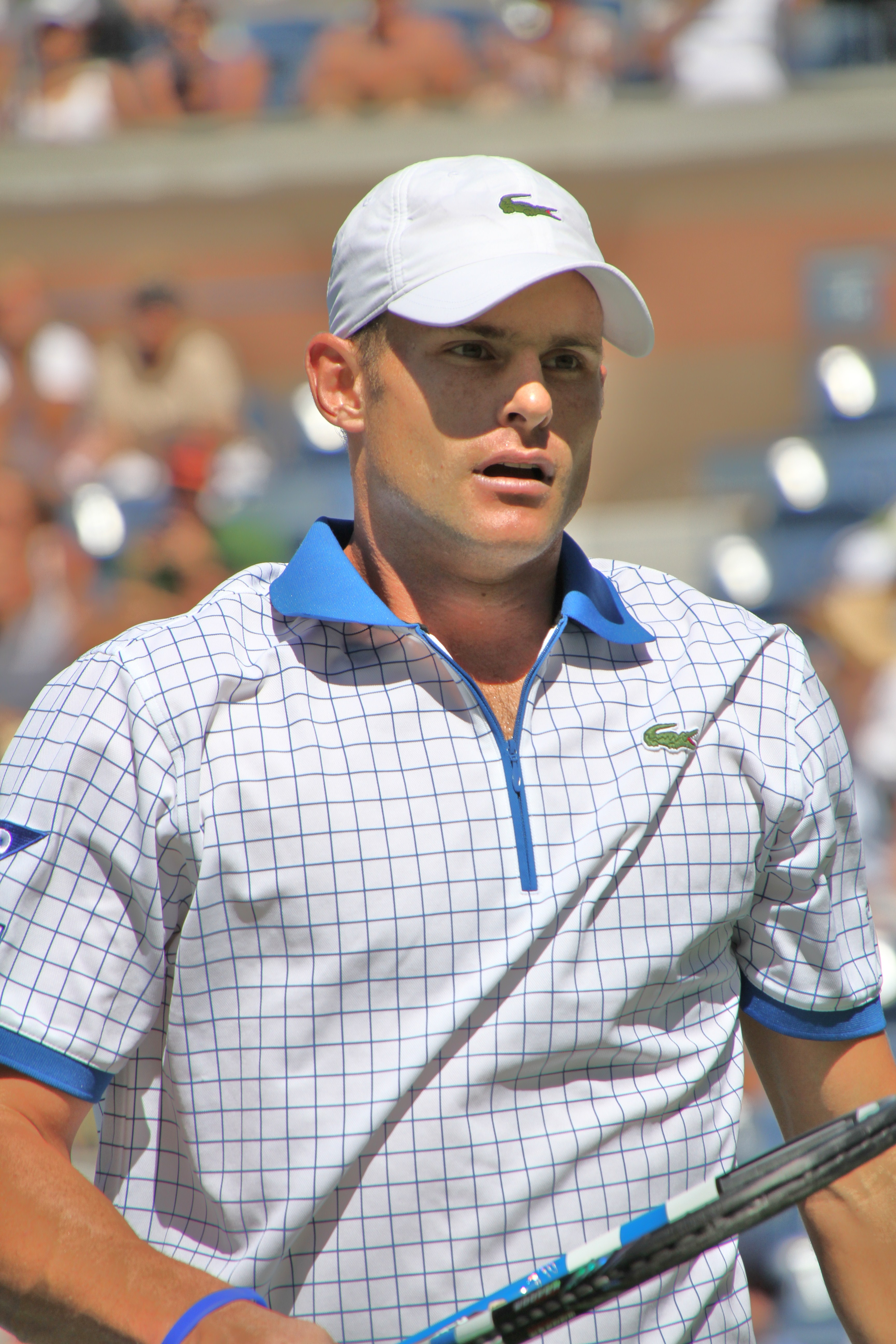
Andy Roddick (* 1982)

- Roddick, Anita (1942–2007), britische Unternehmerin
- Roddie, William Stewart (1878–1961), britischer Offizier
- Rödding, Dieter (1937–1984), deutscher Mathematiker
- Rödding, Gerhard (1933–2024), deutscher evangelischer Theologe, Politiker (CDU); MdL Nordrhein-Westfalen

### Roddl
- Roddle, William H. (* 1858), US-amerikanischer Händler, Unternehmer, Jurist und Politiker

### Roddy
- Roddy, Derek (* 1972), US-amerikanischer Metal-Schlagzeuger
- Roddy, Joseph (1897–1965), irischer Politiker (Sinn Féin, Fine Gael)
- Roddy, Martin (1883–1948), irischer Politiker (Sinn Féin, Fine Gael)
- Roddy, Reuben (1906–1959), US-amerikanischer Jazzmusiker